# Kan Ishii
Kan Ishii (石井歓, Ishii Kan), 30 mars 1921 à Tokyo – 24 novembre 2009 à Yokohama, est un compositeur japonais, frère du compositeur Maki Ishii. Son père, Bac Ishii (石井漠, Ishii Baku) 1886–1962, était un éminent danseur de ballet japonais. Sa Symphonia Ainu remporte un prix au festival d'art de 1958, ce qui l'incite à composer d'autres œuvres inspirées par le primitivisme nationaliste. Son style musical s'adresse directement aux émotions, et montre l'influence de Carl Orff. En plus de la musique orchestrale et vocale, il a beaucoup écrit pour la scène, dont 6 opéras, 3 ballets et 9 musiques de film, dont le long métrage de science-fiction Gorath en 1962. Ishii accepte un poste de professeur au collège Shōwa de musique en 1986.

## Compositions (sélection)
- Marimo (ballet)
- Sinfonia Ainu pour soprano, chœur et orchestre
- Suite from Marimo pour orchestre
- Going in a Wide Plain pour orchestre à vents
- Music for Percussions by Eight Players
- 1962 : Sonata pour alto et piano
- Preludes pour piano
- The Music pour flûte (flûte solo)
- Songs of a Withered Tree and the Sun pour chœur d'hommes et piano
- Japanese Folk Songs pour voix et piano
- Gorath (musique de film)

## Source de la traduction
- (en) Cet article est partiellement ou en totalité issu de l’article de Wikipédia en anglais intitulé « Ishii Kan » (voir la liste des auteurs).